# Dave Amram

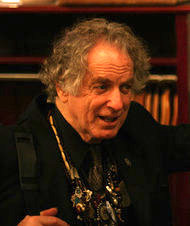
Dave Amram

David Werner „Dave“ Amram (* 17. November 1930 in Philadelphia, Pennsylvania) ist ein US-amerikanischer Jazzmusiker (Hornist) und Komponist.

## Leben und Wirken
Amram, der ein Cousin von Otto Klemperer ist, spielte zunächst Klavier und Trompete, wechselte aber bereits als Teenager, als die Familie nach Washington, D.C. übersiedelte, auf das Waldhorn. Bis 1948 besuchte er das Oberlin College Conservatory, um anschließend auf der George Washington University zu studieren. Während der Studienzeit spielte er als Hornist im National Symphony Orchestra. Ab 1953 war er mit der 7 US Army Symphony in Europa, wo er nach seinem Wehrdienst noch blieb, um in Frankfurt mit Attila Zoller, Jutta Hipp und Albert Mangelsdorff zu spielen und in Paris mit Bobby Jaspar, Henri Renaud und Lionel Hampton aufzunehmen. Zurück in den USA trat er mit Charles Mingus, Oscar Pettiford, Sonny Rollins und Thelonious Monk auf. Zwischen 1956 und 1960 leitete er eine eigene Jazz-Combo, die 1957 mit dem Beat-Poeten Jack Kerouac auftrat. 1977 gehörte er zu den Jazzmusikern, die wie Dizzy Gillespie, Earl Hines und Stan Getz trotz Intervention des US-Außenministeriums in Havanna auftraten. Alben wie Havanna / New York (1977) oder Latin Jazz Celebration (1983) zeigen sein Interesse an der Begegnung amerikanischer und kubanischer Musiker wie Paquito D’Rivera.
Seit 1960 konzentrierte er sich auf die Tätigkeit als Komponist. Für das Theater am Lincoln Center schrieb er Mitte der 1960er Jahre Bühnenmusiken; 1967 war er Assistent von Leonard Bernstein. In seinen Kompositionen verwendet er Jazzmaterial in symphonischen Werken, bereichert aber auch Jazzkompositionen um Elemente anderer Musikkulturen. Er schrieb Filmmusiken, aber auch ein Flötenkonzert für James Galway. Seine Oper The Final Ingredient wurde 1965 in einer Fernsehaufführung gesendet und 1996 auf CD veröffentlicht. Auf dem Parteitag der Demokraten 2008 fungierte er als Composer in Residence.
Weiterhin spielt Amram mit seinem Jazzquartett, in dem auch sein Sohn Adam aktiv ist. 2017 legte er mit Eric Mingus das Album Langston Hughes: The Dream Keeper vor.
2017 wurde er in die Academy of Motion Picture Arts and Sciences (AMPAS) aufgenommen, die jährlich die Oscars vergibt.
Sein Großvater war der Rechtsgelehrte, Anwalt und Judaist David Werner Amram, der sich intensiv in der amerikanischen zionistischen Bewegung engagiert hatte.

## Auswahl-Diskografie
- 1992: Havana/New York (Flying Fish Records)
- 1995: Pull My Daisy (Premier Recordings)
- 1996: At Home/Around the World (Flying Fish Records)
- 1997: No More Walls (Flying Fish Records)
- 1998: Triple Concerto (Flying Fish Records)
- 1999: Southern Stories (Cedar Glen)
- 1997: Manchurian Candidate (Premier Recordings)
- 2004: David Amram (Naxos)
- 2005: Pictures of the Gone World (Synergy Ent)
- 2021: Live in Germany 1954-2013 (Bandcamp)

## Filmmusik (Auswahl)
- 1961: Die jungen Wilden (The Young Savages)
- 1961: Fieber im Blut (Splendor in the Grass)
- 1962: Botschafter der Angst (The Manchurian Candidate)
- 1969: Das Arrangement (The Arrangement)
- 1988: The Beat Generation: An American Dream
- 1999: Die Beat Generation – Wie alles anfing (The Source: The Story of the Beats and the Beat Generation)
- 2013: Isn’t It Delicious
- 2018: New Homeland
- 2018: The Lost Village
- 2022: Laurina (Kurzfilm)